# پاپیون سو سو
پاپیون سو سو (به انگلیسی: Papillon Soo Soo) (زاده ۱۹۶۱) بازیگر و مدل انگلیسی است.
از فیلم‌های معروف او می‌توان به بازی در فیلم نمایی از یک قتل اشاره کرد.